# 呂宋青藤
呂宋青藤（学名：Illigera luzonensis）为蓮葉桐科青藤屬下的一个种。其种加词“luzonensis”意为“菲律宾吕宋岛的”。